# Castelbaldo
Castelbaldo é uma comuna italiana da região do Vêneto, província de Pádua, com cerca de 1.697 habitantes. Estende-se por uma área de 15 km², tendo uma densidade populacional de 113 hab/km². Faz fronteira com Badia Polesine (RO), Masi, Merlara, Terrazzo (VR).

## Demografia
| Variação demográfica do município entre 1861 e 2011                               |
|                                                                                   |
| Fonte: Istituto Nazionale di Statistica (ISTAT) - Elaboração gráfica da Wikipedia |